# 인터에어 남아프리카
인터에어 남아프리카(영어: Interair South Africa)는 남아프리카공화국의 항공사로 주로 아프리카 지역에 취항하고 있다. 본사는 남아프리카공화국 요하네스버그에 위치해 있으며 1993년에 설립했다. 또한 사용하고 있는 허브 공항으로 OR 탐보 국제공항이 있다.

## 보유 기종
- 2012년 4월 기준으로 인터에어 남아프리카는 다음과 같은 기종을 보유하고 있으며 현재 보유하고 있다.[1]

## 사진

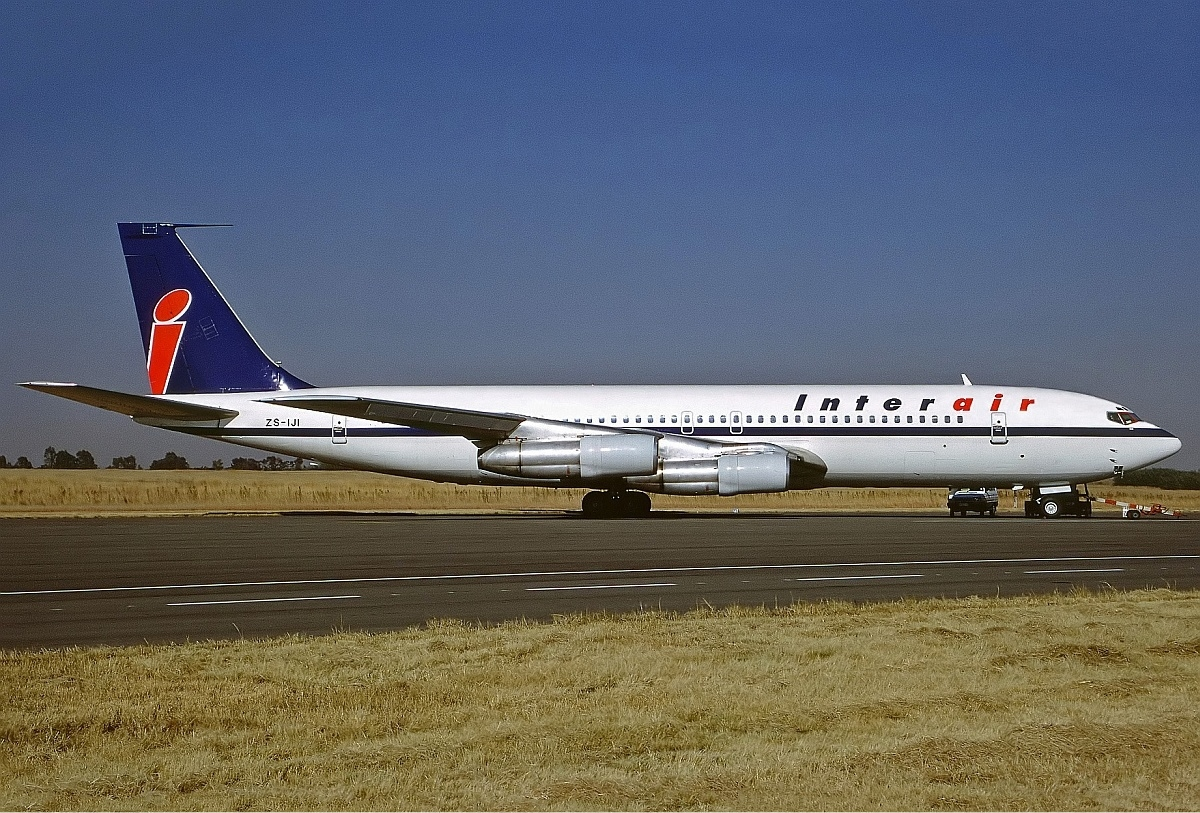
인터에어 남아프리카 소속 보잉 707-300C 항공기